# 绒红蝽属
绒红蝽属（学名：Melamphaus）为红蝽科的一个属。

## 下属物种
本属包括以下物种：
- 绒红蝽 Melamphaus faber (Fabricius, 1787)
- 艳绒红蝽 Melamphaus rubrocinctus